# Grand Prix-wegrace van België 1951
De Grand Prix-wegrace van België 1951 was de vierde Grand Prix van wereldkampioenschap wegrace in het seizoen 1951. De races werden verreden op 1 juli 1951 op het Circuit de Spa-Francorchamps nabij Malmedy. In België kwamen drie klassen aan de start: 500 cc, 350 cc en de zijspanklasse.

## Algemeen
In België werden de Italianen enerzijds en Geoff Duke anderzijds voor het eerst met elkaar geconfronteerd. Duke had de eerste twee GP's overgeslagen en de Italianen waren niet naar de TT van Man gereisd. Er waren slechts twee soloklassen die Duke allebei won en de zijspanrace werd een prooi voor Eric Oliver/Lorenzo Dobelli. Daarmee won Norton alle klassen. Bob Foster reed zijn laatste GP voor de 200.000 toeschouwers.

## 500cc-klasse
Geoff Duke won de 500cc-race in België met twintig seconden voorsprong op Alfredo Milani. Geen enkel merk was oppermachtig, Achter Duke's Norton en Milani's Gilera eindigden Sante Geminiani (Moto Guzzi) en Reg Armstrong (AJS). Gilera's kopman Umberto Masetti en de kopman van AJS Bill Doran bleven puntloos en de beide MV Agusta's vielen uit, waardoor Duke nu al een flnke voorsprong in het wereldkampioenschap had.
| Pos | Coureur              | Merk       | Tijd      | Punten |
| --- | -------------------- | ---------- | --------- | ------ |
| 1   | Geoff Duke           | Norton     | 1:09"03'0 | 8      |
| 2   | Alfredo Milani       | Gilera     | +20'3     | 6      |
| 3   | Sante Geminiani      | Moto Guzzi | +29'9     | 4      |
| 4   | Reg Armstrong        | AJS        | +58'6     | 3      |
| 5   | Nello Pagani         | Gilera     | +1"22'4   | 2      |
| 6   | Johnny Lockett       | Norton     | +1"27'1   | 1      |
| 7   | Jack Brett           | Norton     | +1"34'0   |        |
| 8   | Enrico Lorenzetti    | Moto Guzzi | +1"56'0   |        |
| 9   | Umberto Masetti      | Gilera     | +2"04'0   |        |
| 10  | Rod Coleman          | Norton     | +2"05'0   |        |
| 11  | Ray Amm              | Norton     | +1 ronde  |        |
| 12  | Len Perry            | Norton     |           |        |
| 13  | William Petch        | Norton     |           |        |
| 14  | Auguste Goffin       | Norton     |           |        |
| 15  | Léon Martin          | Gilera     |           |        |
| 16  | Felice Benasedo      | Moto Guzzi |           |        |
| 17  | Giulio Galbiati      | Moto Guzzi |           |        |
| 18  | Jaak Delsing         | Triumph    |           |        |
| 19  | Ernie Richard Thomas | Velocette  |           |        |
| 20  | Albert Vertriest     | Triumph    |           |        |
| 21  | Evert Carlsson       | Norton     |           |        |

| Coureur         | Merk       |
| --------------- | ---------- |
| Bill Doran      | AJS        |
| Fergus Anderson | Moto Guzzi |
| Les Graham      | MV Agusta  |
| Carlo Bandirola | MV Agusta  |

| Coureur            | Merk       |
| ------------------ | ---------- |
| Ken Kavanagh       | Norton     |
| Benoît Musy        | Moto Guzzi |
| Willy Lips         | Norton     |
| Ernesto Vidal      | Norton     |
| Roger Montané      | Norton     |
| Ashley Len Parry   | Norton     |
| Cromie McCandless  | Norton     |
| Tommy McEwan       | Norton     |
| Tommy Wood         | Norton     |
| Manliff Barrington | Norton     |
| Arciso Artesiani   | MV Agusta  |
| Bruno Ruffo        | Moto Guzzi |

### Top tien tussenstand 500cc-klasse
| Pos | Coureur           | Merk       | Ptn |
| --- | ----------------- | ---------- | --- |
| 1   | Geoff Duke        | Norton     | 16  |
| 2   | Reg Armstrong     | AJS        | 9   |
| 3   | Fergus Anderson   | Moto Guzzi | 8   |
| 3   | Umberto Masetti   | Gilera     | 8   |
| 5   | Tommy Wood        | Norton     | 6   |
| 5   | Bill Doran        | AJS        | 6   |
| 5   | Alfredo Milani    | Gilera     | 6   |
| 8   | Carlo Bandirola   | MV Agusta  | 5   |
| 9   | Arciso Artesiani  | MV Agusta  | 4   |
| 9   | Enrico Lorenzetti | Moto Guzzi | 4   |
| 9   | Cromie McCandless | Norton     | 4   |
| 9   | Sante Geminiani   | Moto Guzzi | 4   |

## 350cc-klasse

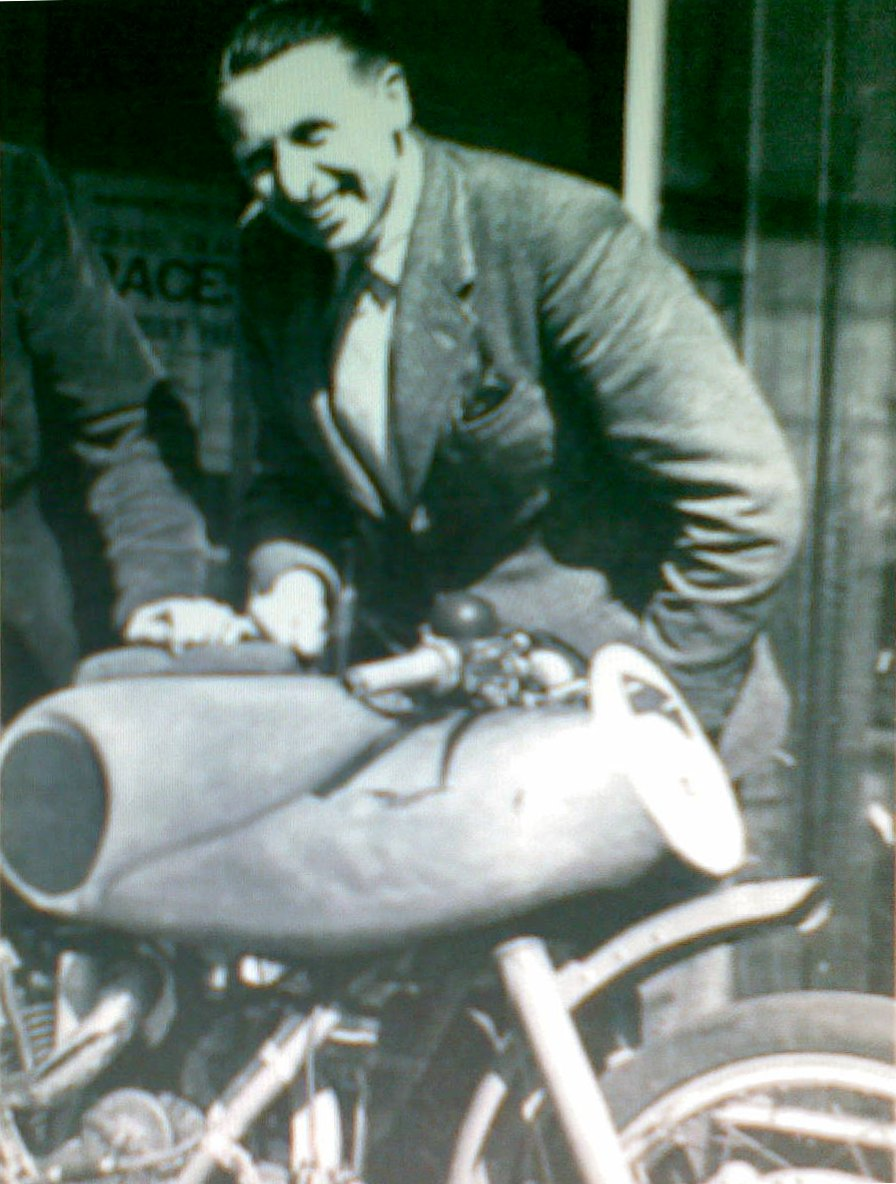
Bob Foster reed in België zijn laatste Grand Prix, maar hij viel uit.

Geoff Duke won ook de Belgische 350cc-race, zelfs met 40 seconden voorsprong op Johnny Lockett, die op privébasis met een Norton Manx reed. Les Graham viel met zijn Velocette KTT uit en moest de leiding in het wereldkampioenschap afstaan aan Duke. Graham bleef wel tweede, maar werd bedreigd door Lockett.
| Pos | Coureur           | Merk      | Tijd    | Punten |
| --- | ----------------- | --------- | ------- | ------ |
| 1   | Geoff Duke        | Norton    | 57"34'5 | 8      |
| 2   | Johnny Lockett    | Norton    | +40'5   | 6      |
| 3   | Bill Lomas        | Velocette | +41'5   | 4      |
| 4   | Cecil Sandford    | Velocette | +42'5   | 3      |
| 5   | Bill Doran        | AJS       | +42'6   | 2      |
| 6   | Mick Featherstone | AJS       | +43'5   | 1      |
| 7   | Jack Brett        | Norton    |         |        |

| Coureur    | Merk      |
| ---------- | --------- |
| Bob Foster | Velocette |
| Les Graham | Velocette |

| Coureur             | Merk       |
| ------------------- | ---------- |
| John Grace          | Norton     |
| Leonhard Faßl       | AJS        |
| Ken Kavanagh        | Norton     |
| Jack Raffeld        | Velocette  |
| Paul Fuhrer         | Velocette  |
| Fernando Aranda     | Moto Guzzi |
| Bill Petch          | AJS        |
| Bob Matthews        | Velocette  |
| Sid Mason           | Velocette  |
| Simon Sandys-Winsch | Velocette  |
| Tommy Wood          | Velocette  |
| Reg Armstrong       | AJS        |
| Rod Coleman         | AJS        |

### Top tien tussenstand 350cc-klasse
| Pos | Coureur           | Merk      | Ptn |
| --- | ----------------- | --------- | --- |
| 1   | Geoff Duke        | Norton    | 16  |
| 2   | Les Graham        | Velocette | 14  |
| 3   | Johnny Lockett    | Norton    | 12  |
| 4   | Cecil Sandford    | Velocette | 9   |
| 5   | Tommy Wood        | Velocette | 8   |
| 6   | Bill Lomas        | Velocette | 6   |
| 7   | Reg Armstrong     | AJS       | 4   |
| 7   | Bill Petch        | AJS       | 4   |
| 7   | Jack Brett        | Norton    | 4   |
| 7   | Mick Featherstone | AJS       | 4   |

## Zijspanklasse
Eric Oliver/Lorenzo Dobelli wonnen weliswaar voor Ercole Frigerio/Ezio Ricotti, maar door hun slechte resultaat in de GP van Zwitserland bleven ze vooralsnog op de tweede plaats in het WK hangen. Peter "Pip" Harris werd in zijn eerste GP sinds het seizoen 1949 derde met bakkenist Neil Smith.
| Pos | Coureur             | Bakkenist         | Merk   | Tijd    | Punten |
| --- | ------------------- | ----------------- | ------ | ------- | ------ |
| 1   | Eric Oliver         | Lorenzo Dobelli   | Norton | 42"38'6 | 8      |
| 2   | Ercole Frigerio     | Ezio Ricotti      | Gilera | +18'0   | 6      |
| 3   | Pip Harris          | Neil Smith        | Norton | +1"55'4 | 4      |
| 4   | Cyril Smith         | Bob Onslow        | Norton |         | 3      |
| 5   | Frans Vanderschrick | Jean-Marie Stas   | Norton |         | 2      |
| 6   | Albino Milani       | Giuseppe Pizzocri | Gilera |         | 1      |

| Coureur             | Bakkenist        | Merk          |
| ------------------- | ---------------- | ------------- |
| Siegfried Vogel     | Leo Vinatzer     | BMW           |
| Alphonse Vervroegen | Pierre Cuvelier  | FN            |
| Marcel Masuy        | Denis Jenkinson  | Norton        |
| Hans Haldemann      | Josef Albisser   | Norton        |
| Jacques Drion       | Bob Onslow       | Norton        |
| Jean Murit          | André Emo        | Norton        |
| René Bétemps        | Georges Burggraf | Triumph       |
| Ernesto Merlo       | Dino Magri       | Gilera        |
| Giovanni Carrù      | Carlo Musso      | Carrù-Triumph |

### Top tien tussenstand zijspanklasse
| Pos | Coureur             | Bakkenist         | Merk          | Ptn |
| --- | ------------------- | ----------------- | ------------- | --- |
| 1   | Ercole Frigerio     | Ezio Ricotti      | Gilera        | 20  |
| 2   | Eric Oliver         | Lorenzo Dobelli   | Norton        | 18  |
| 3   | Albino Milani       | Giuseppe Pizzocri | Gilera        | 11  |
| 4   | Giovanni Carrù      | Carlo Musso       | Carrù-Triumph | 4   |
| 4   | Marcel Masuy        | Denis Jenkinson   | Norton        | 4   |
| 4   | Ernesto Merlo       | Dino Magri        | Gilera        | 4   |
| 4   | Pip Harris          | Neil Smith        | Norton\|      | 4   |
| 8   | Cyril Smith         | Bob Onslow        | Norton        | 3   |
| 9   | Siegfried Vogel     | Leo Vinatzer      | BMW           | 2   |
| 9   | Frans Vanderschrick | Jean-Marie Stas   | Norton        | 2   |

1921 · 1922 · 1923 · 1924 · 1925 · 1926 · 1927 · 1928 · 1929 · 1930 · 1931 · 1932 · 1933 · 1934 · 1935 · 1936 · 1937 · 1938 · 1939 · 1947 · 1948 · 1949 · 1950 · 1951 · 1952 · 1953 · 1954 · 1955 · 1956 · 1957 · 1958 · 1959 · 1960 · 1961 · 1962 · 1963 · 1964 · 1965 · 1966 · 1967 · 1968 · 1969 · 1970 · 1971 · 1972 · 1973 · 1974 · 1975 · 1976 · 1977 · 1978 · 1979 · 1980 · 1981 · 1982 · 1983 · 1984 · 1985 · 1986 · 1988 · 1989 · 1990